# Мстислав Андрійович
Мстислав Андрійович (? — 28 березня 1172 роки) — другий син Андрія Боголюбського, відомий тим, що в 1169 р. очолював військо, яке розграбувало Київ.

## Біографія
У 1169 році поставлений батьком на чолі коаліції князів, які об'єдналися проти київського князя Мстислава Ізяславича. Київ було взято й спалено: «И бысть въ Киевѣ на всѣх человѣцѣх стенаніе и туга, и скорбь неутишимая».
У 1170 році аналогічний похід на Новгород завершився провалом. Суздальські війська були розбиті новгородцями, яких очолював малолітній князь Роман Мстиславич.
У 1172 році був керівником над військами батька в поході на волзьких болгар. Розграбувавши кілька селищ і захопивши полон, Мстислав був змушений тікати від великого війська противника.
Помер 28 березня 1172 (за іншою версією, 1173) року. Похований в Успенському соборі Владимира.

## Потомство
У 1170/71 році у Мстислава народився син Василь, однак його подальша доля невідома.